# المدیق، المدینه
ال مدیق، ال مدینه یک منطقهٔ مسکونی در عربستان سعودی است که در استان مدینه واقع شده‌است.